# Arne Bigsten

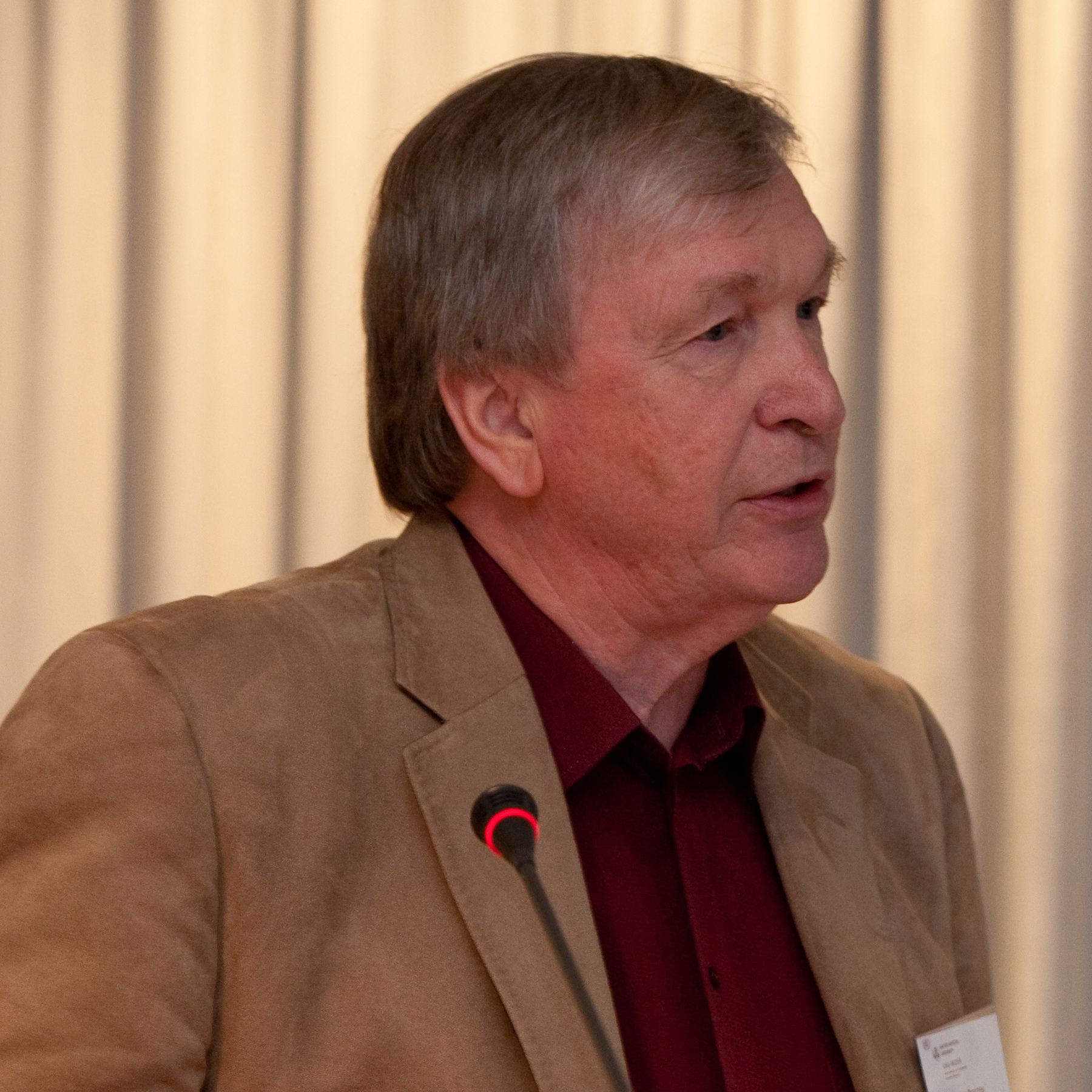
Arne Bigsten, 2010.

Arne Lennart Bigsten, född 19 mars 1947, är en svensk nationalekonom och professor emeritus i utvecklingsekonomi vid Handelshögskolan vid Göteborgs universitet. 

## Biografi
Bigsten disputerade 1979 vid Göteborgs universitet och blev docent 1982 samt professor 1990.
Bigsten har varit gästforskare/gästprofessor vid Oxford University, Nairobi University, Keio University, University of New South Wales, och Université d’Auvergnes. Han har genomfört projekt för Världsbanken, Internationella valutafonden, FN, ILO, Sida, IFPRI, OECD, WIDER, African Development Bank, UNIDO, och Europakommissionen. Han har varit ordförande för African Economic Research Consortium, vice ordförande för European Union Development Network och finansdepartementets Ekonomiska råd. Han har handlett cirka 50 färdigställda avhandlingar, publicerat ett dussintal böcker och 65 referee-granskade artiklar.

## Forskning
Bigsten har lett forskningsprojekt om utvecklingsfrågor, i huvudsak om afrikansk ekonomisk utveckling. Projekten har handlat om fattigdom, inkomstfördelning, handel, industriutveckling, bistånd, och institutionella reformer. Han har varit involverad i studier om effekterna av internationella ekonomiska relationer på ekonomisk utveckling, ända sedan den stora komparativa studien av effekterna av kaffe-boomen på 1970-talet i Kenya och Tanzania. Han var sedan engagerad Regional Program of Enterprise Development på 1990-talet, vilken insamlade data från tillverkningsindustriföretag i afrikanska länder och forskade om afrikansk tillverkningsindustri.